# چیوینتگتون (کلرادو)
چیوینتگتون (به انگلیسی: Chivington) یک منطقهٔ مسکونی در ایالات متحده آمریکا است که در شهرستان کیووا، کلرادو واقع شده‌است. چیوینتگتون ۱٬۱۸۶ متر بالاتر از سطح دریا واقع شده‌است.